# 김영남 (1958년)
김영남(1958년 3월 25일 ~ , 서울)은 대한민국의 영화 감독이다. 《꼭지딴》으로 감독에 데뷔하였다.

## 학력
- 1973년 ~ 1976년:덕수상업고등학교
- 1982년 ~ 1986년:한양대학교 연극영화 학사
- 1995년 ~ 1997년:중앙대학교 신문방송대학원 영화 석사

## 경력
- 1975년 ~ 1981년:서울은행
- 1994년 ~ 2010년:한양대학교 강사
- 2006년 ~ 2015년:한양여자대학교 강사
- 2008년 ~ 2010년:국민대학교 연극영화과 초빙교수
- 2011년 ~ 2013년:국민대학교 연극영화과 겸임교수
- 인하대학교 예술체육학부 연극영화전공 겸임교수

## 연출작
- 《꼭지딴》(1990년)